# Пожарский, Роман Петрович

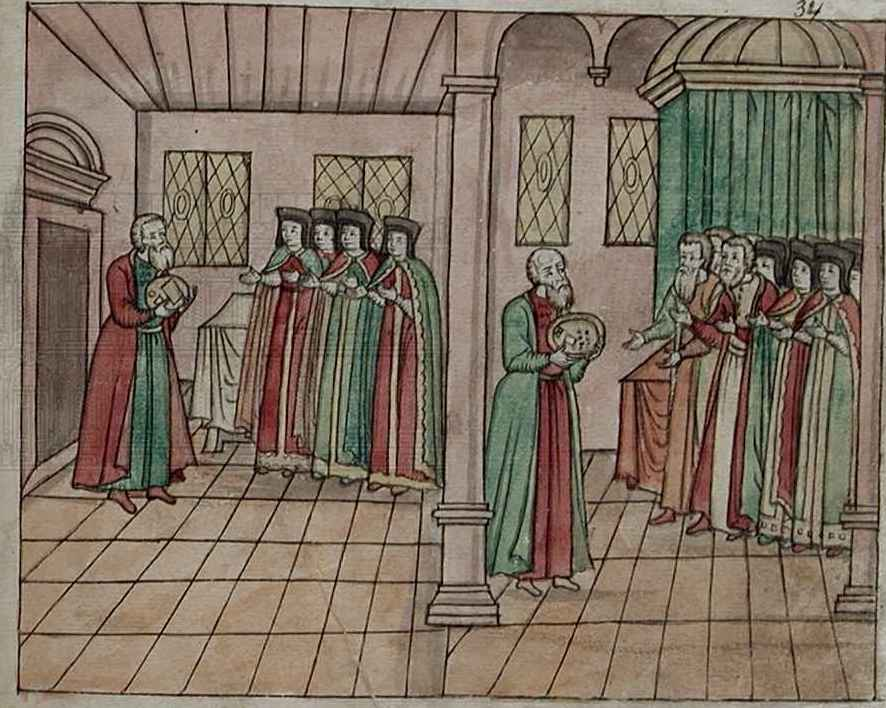
«А в царевнины хоромы боярыням, которые в комнате, и бояром и боярыням, которые у постели, относил ширинки царицын же друшка князь Роман Пожарской.» Из Описания «в лицах» свадьбы царя Михаила Федоровича с Евдокией Лукьяновной Стрешневой, XVII в.

Князь Роман Петрович Пожарский по прозванию Перелыга (? — 1637) —  государственный и военный деятель, воевода Смутного времени и во времена правления Михаила Фёдоровича.
Из княжеского рода Пожарские. Младший сын князя Петра Тимофеевича Пожарского. Имел братьев, князей: Дмитрий-Лопата и Ивана Петровичей, а также сестру, княжну Ирину Петровну вышедшая замуж за Волынского Ивана Васильевича. Двоюродный брат князя Дмитрия Михайловича Пожарского.

## Биография
В 1612 году был в войсках с чином стольника. Принимал активное участие в Освободительной борьбе против польско-литовских интервентов. Участвовал в походе нижегородского ополчения. Князь Дмитрий Михайлович Пожарский послал князя Романа Петровича воеводой войск нижегородских и балахнинских стрельцов из Костромы в Суздаль по просьбе жителей, где разбил польско-литовские войска Речи Посполитой, освободил город и организовал его охрану от отрядов Андрея Захаровича Просовецкого и его казаков.
В 1613 году сотым подписал грамоту об избрании царя Михаила Фёдоровича на Русское царство. В этом же году направлен воеводой в Суздаль, откуда ему было велено выдвинуться в Тулу на соединение с князем Иваном Никитичем Одоевским. В апреле 1613 года князь Иван Одоевский выступил против «воровского» атамана Ивана Заруцкого, с которым находилась бывшая царица Марина Мнишек. Отряды Заруцкого, стремительно передвигаясь, разорили Епифань, Дедилов, Кропивну, Новосиль, Ливны, Лебедянь. Преследуя противника, царские войска 29 июня 1613 года настигли атамана под Воронежем. В битве под Воронежем русские войска «билися два дни безпрестани…, Ивашка Заруцкого побили наголову, и наряд, и знамёна, и обоз взяли. А с того бою Заруцкий побежал за Дон, к Астрахани». За эту победу князь Роман Петрович был пожалован деньгами и землями.
В сентябре 1625 года на бракосочетании царя Михаила Фёдоровича с княжной Марией Владимировной Долгоруковой был вторым дружкой с царицыной стороны, а его жена сваха у царицы.
В 1626—1628 годах был первым воеводой в Брянске. В феврале 1626 года на второй бракосочетание царя Михаила Фёдоровича с Евдокией Лукьяновной Стрешневой, вновь второй дружка с царицыной стороны, ходил перед царицыю, подавал отцу, матери, тысяцкому, боярыням, и всем кто в чинах на свадьбе были каравай и сыр от царицы, а его жена вновь сваха у царицы.
В 1627-1640 годах в Боярской книге записан московским дворянином.
В 1628-1629 годах приглашался к государеву столу. В январе 1629 года встречал кизылбашского посла под Москвой и был у него приставом, а в марте послан к нему с известием о рождении царевича Алексея Михайловича.
В апреле 1631 года был в числе лиц, которым царь на Пасху велел свои государевы очи видеть "в комнате".
В 1631—1632 — первым воеводой в Вязьме. В одном из своих донесений писал царю, что посылал за рубеж лазутчиков, которые донесли, что "в литовских городах баба ведунья наговаривала на хмель, который из Литвы возят в наши города, чтобы тем хмелем в наших городах на людей навести моровое поветрие".
В 1632 году послан вместе с игуменом Угрешского монастыря Герасимом в Новгород и новгородские пригороды собирать запросные и пятинные деньги на жалование ратным людям. В 1634 году приглашался к государеву столу.
В 1634-1635 годах первый судья при межевании и разводе границ с литовскими послами в Брянском и иных уездах.    В 1637 году дважды дневал и ночевал на государевом дворе.
Князь Роман Петрович местничал: с В.П. Наумовым и в 1629 году с двумя князьями Приимковыми-Ростовскими, князем Алексеем Васильевичем и его племянником князем Семёном Наумовичем, а также с князем Александром Даниловичем Приимковым-Ростовским.

## Семья
От своей жены, Евдокии Андреевны, дочери князя А. И. Бахтеярова-Ростовского, князь имел шесть детей:
- Князь Пожарский Семён Романович — стольник, рында, воевода и окольничий.
- Княжна Мария Романовна — жена Н. И. Борисова-Бороздина.
- Княжна Федосья Романовна — жена князя Н. И. Белосельского.
- Княжна Анастасия Романовна  — жена М. Л. Плещеева.
- Княжна Дарья Романовна — жена И. И. Бутурлина.
- Княжна №№ Романовна — жена новокрещеного Ф. Н. Шейдякова.